# Герб Республіки Алтай

Герб Республіки Алтай

Герб Республіки Алтай є державним символом Республіки Алтай. Прийнятий Парламентом Республіки 6 жовтня 1993 року. Зареєстрований за №187 у Геральдичному регістрі РФ. 

## Опис
Герб Республіки Алтай являє собою синьо-блакитне коло, облямоване вузькою смужкою золотавого кольору. Це символ вічного синього неба Алтаю. На синьо-блакитному тлі зображені: у верхній частині кола триглава вершина однієї з найвищих гір Центральної Азії — Бєлухи — Юч Сюмера, що символізує красу й міць рідної землі (білого кольору); у центрі — білий грифон — Кан-Кереде з головою й золотавими крилами птаха й тулубом лева (плями на тулуб золотавого кольору; груди, пазурі й плями на ногах і кінчик хвоста червоно-бузкового кольору. Дзьоб, підстави й кінці крил, пляма на шиї — чорні), що персоніфікує собою священного сонячного птаха, що стерегує спокій, мир, щастя, багатство рідної землі, покровительку звірів, птахів і природи; у нижній частині кола — орнаментальне зображення двох найбільших річок Алтаю — Бії й Катуні з їхніми припливами; між ними триніжок золотавого кольору — вогнище — символ Батьківщини, міцності й вічності рідного будинку; хвилясті лінії під триніжком — вогнищем — символ Телецького озера — Алтин-Келя. Орнаментальне зображення річок і Телецького озера блакитно-смарагдового кольору.